# Allerheiligen-Hofkirche
Az Allerheiligen-Hofkirche (Mindenszentek udvari temploma) a bajor uralkodók müncheni palotaegyüttesének, a Münchner Residenznek a része. Leo von Klenze tervei alapján épült 1826 és 1837 között historizáló, neobizánci stílusban. A katolikus templom a második világháborúban súlyos károkat szenvedett és nem is állították helyre, csak részlegesen. Az épület ma világi jellegű, koncertek és más rendezvények színteréül szolgál.

## Története
Ez a templom volt az első, amit a bajorországi szekularizáció, a bajor állam és az egyház 1802-1803-ban sorra került elválasztása után építettek. Lajos trónörökös 1823-as palermói látogatása során az ottani Cappella Palatina olyan mély hatást gyakorolt rá, hogy haza térve egy hasonló templomot kívánt építtetni a a müncheni uralkodói rezidencia területén. Leo von Klenze építész a velencei Szent Márk-székesegyházat is példának tekintette tervei kialakítása során.
Az épületbe a király és kísérete számára a palotából közvetlen bejáratot nyitottak, de a templom a nagyközönség számára is nyitva volt: a városi lakosság a keleti bejáraton léphetett be.
A második világháborúban az épület, a királyi palotaegyüttes többi részéhez hasonlóan, súlyosan megsérült. A Münchner Residenz számos más – jóval idősebb, ennél fogva műemléki szempontból értékesebb – részét restaurálták, azonban ezt a templomot pénzügyi okokból 1964-ben bontásra ítélték. Lakossági tiltakozás miatt azonban erről letettek és a maradványok konzerválása mellett döntöttek. A romokat tetővel fedték be. Az 1980-as évek elején aztán helyreállították a tetőzetet, majd a homlokzatot is. Az épület belső részét 2000 és 2003 között úgy alakították ki, hogy az alkalmas legyen nívós kulturális események megrendezésére, ugyanakkor világos legyen, melyek a régebbi épületrészek és melyek a modern elemek. Ez a megoldás 2006-ban elnyerte a müncheni városépítészet díját (Preis für Stadtbildpflege der Stadt München).

## Fordítás
- Ez a szócikk részben vagy egészben a Allerheiligen-Hofkirche című német Wikipédia-szócikk ezen változatának fordításán alapul.  Az eredeti cikk szerkesztőit annak laptörténete sorolja fel. Ez a jelzés csupán a megfogalmazás eredetét és a szerzői jogokat jelzi, nem szolgál a cikkben szereplő információk forrásmegjelöléseként.